# La Palma, Xiutetelco
La Palma är en ort i Mexiko.   Den ligger i kommunen Xiutetelco och delstaten Puebla, i den sydöstra delen av landet, 190 km öster om huvudstaden Mexico City. La Palma ligger 2 369 meter över havet och antalet invånare är 456.
Terrängen runt La Palma är lite bergig. Runt La Palma är det ganska tätbefolkat, med 90 invånare per kvadratkilometer. Närmaste större samhälle är Teziutlan, 9,4 km norr om La Palma. Trakten runt La Palma består till största delen av jordbruksmark.